# Championnats du monde de beach-volley 2001
Navigation
Marseille 1999 Rio de Janeiro 2003
Les championnats du monde de beach-volley 2001, troisième édition des championnats du monde de beach-volley, ont lieu du 1er au 4 août 2001 à Klagenfurt, en Autriche. Ils sont remportés par la paire argentine constituée de Mariano Baracetti et Martín Conde chez les hommes et par la paire brésilienne formée par Shelda Bede et Adriana Behar chez les femmes.